# Kolegiata Wniebowzięcia Najświętszej Maryi Panny w Głogowie
Kolegiata pw. Wniebowzięcia Najświętszej Maryi Panny w Głogowie – kościół położony na terenie parafii pw. Wniebowzięcia Najświętszej Marii Panny, diecezji zielonogórsko-gorzowskiej. Wznosi się nad najstarszą dzielnicą Głogowa – Ostrowem Tumskim. Obecnie jest odbudowywana po zniszczeniach II wojny światowej. Jest jedną z najstarszych świątyń Śląska i najstarszą świątynią kolegiacką na Śląsku. Jej początki sięgają pierwszych Piastów.

## Historia

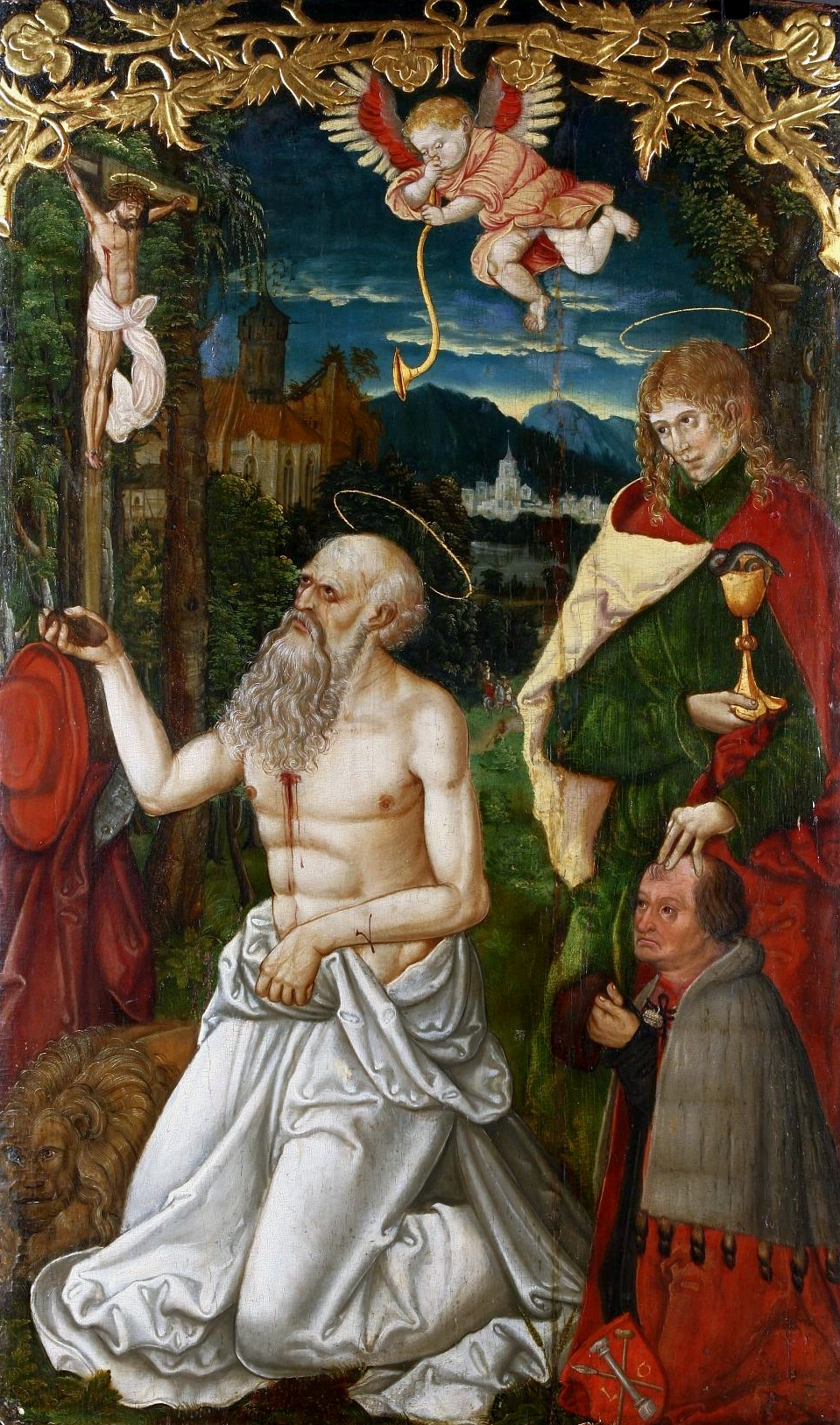
Święty Hieronim - Lucas Cranach starszy

Badania archeologiczne, prowadzone w latach 60. XX wieku pod kierunkiem prof. Tadeusza Kozaczewskiego, odsłoniły we wnętrzu kolegiaty pozostałości dwóch jednonawowych kamiennych świątyń, których budowę wiąże się z okresem panowania Bolesława Szczodrego i Bolesława Krzywoustego. W 1120 kościół został podniesiony do rangi kolegiaty przy okazji ufundowania przez księcia Wojsława głogowskiej kapituły kanoników. Do jej grona należał między innymi Jan z Głogowa, astronom, teolog i filozof, nauczyciel Mikołaja Kopernika. Do 1262 r. powstała późnoromańska bazylika o trzech nawach. Jej pozostałości widoczne są w murach kościelnych do dzisiaj (m.in. półkolumny łuku tęczowego, okna i detale w prezbiterium). W latach 1413–1466 kościół został gruntownie przebudowany w kształcie, który z niewielkimi zmianami dotrwał do dziś. Powstała wtedy gotycka trzynawowa hala z szeregiem kaplic. W XVIII w. nastąpiła barokizacja wnętrza. Neogotycka wieża o wys. 75 m wybudowana została w latach 1838–1842, po zawaleniu się starszej. Jej wierzchołek zdobi pozłacany, wysoki na 5 m krzyż.

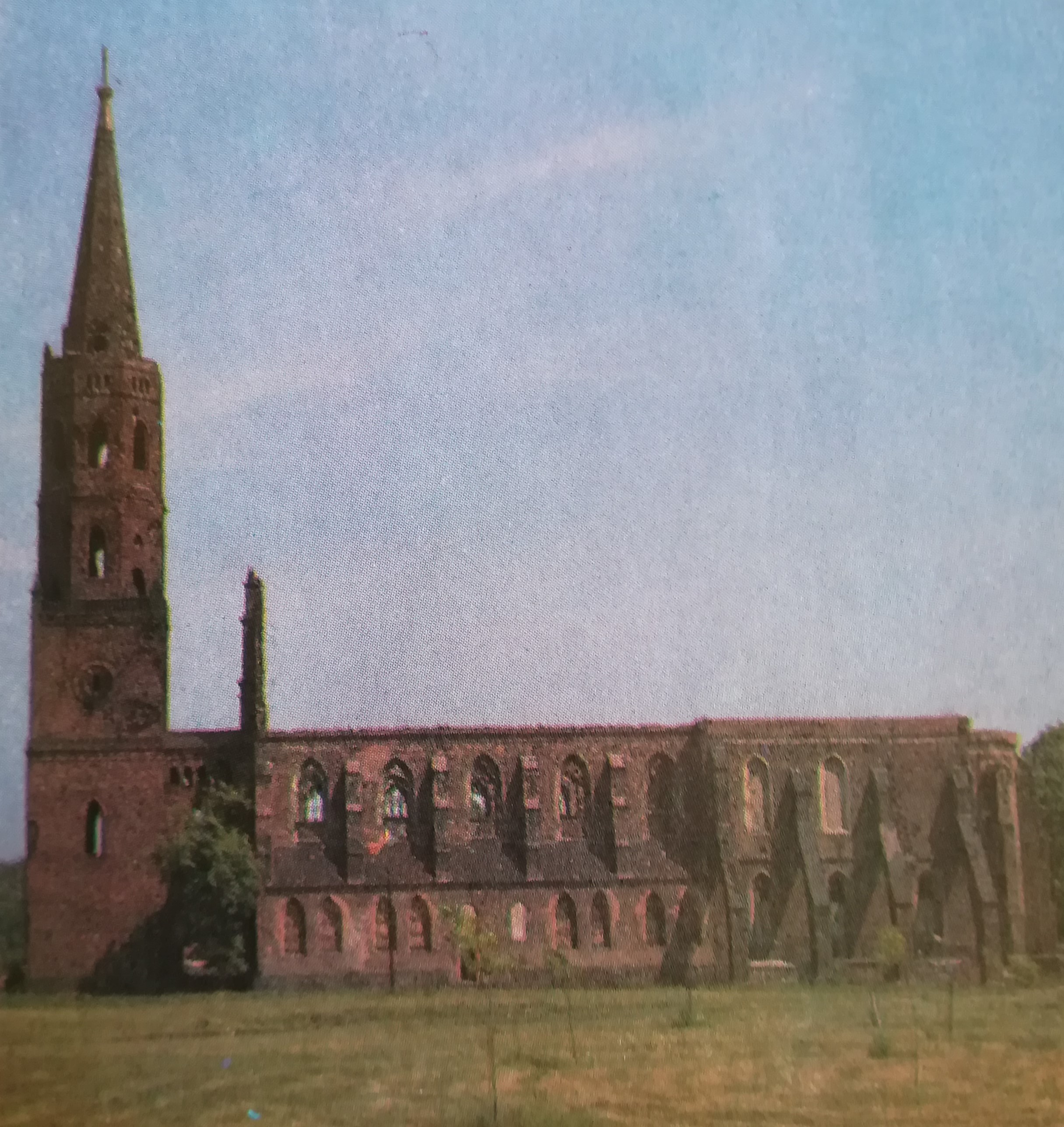
Kościół z 1980 roku, przed restauracją

W wyniku zniszczenia kolegiaty podczas II wojny światowej znajdujące się tutaj arcydzieło sztuki malarskiej pędzla Lucasa Cranacha Starszego z 1518 r. przedstawiające Maryję z Dzieciątkiem, czyli tzw. Madonnę Głogowską zostało wywiezione z Głogowa w 1943 r. do Wrocławia, następnie do Henrykowa, Lądka-Zdroju, skąd w 1945 r. zostało wzięte w depozyt przez rosyjskiego mjr. Mosiewa. Przez kolejne lata uważano go za zaginiony. Dopiero w 2003 r. okazało się, że dzieło to jest w posiadaniu Muzeum Puszkina w Moskwie.
W specjalnie wybudowanej krypcie, we wnętrzu kolegiaty, podziwiać można relikty romańskiej świątyni z XII wieku, pamiętającej być może obronę Głogowa w 1109 r.

### Odbudowa
Odbudowę kolegiaty rozpoczęto w roku 1988 z inicjatywy ks. prałata Ryszarda Dobrołowicza, proboszcza parafii pw. Najświętszej Marii Panny Królowej Polski na osiedlu Kopernik. W początkowym okresie prace prowadzone były głównie ze środków własnych, następnie z wykorzystaniem różnych dotacji i składek, m.in. ze strony Fundacji Współpracy Polsko-Niemieckiej. Pierwsza od czasu II wojny światowej msza odprawiona została w ostatnią niedzielę maja 1999. Brązowe drzwi do kolegiaty w Głogowie zrealizował Czesław Dźwigaj.

### Odnowa Kolegiaty

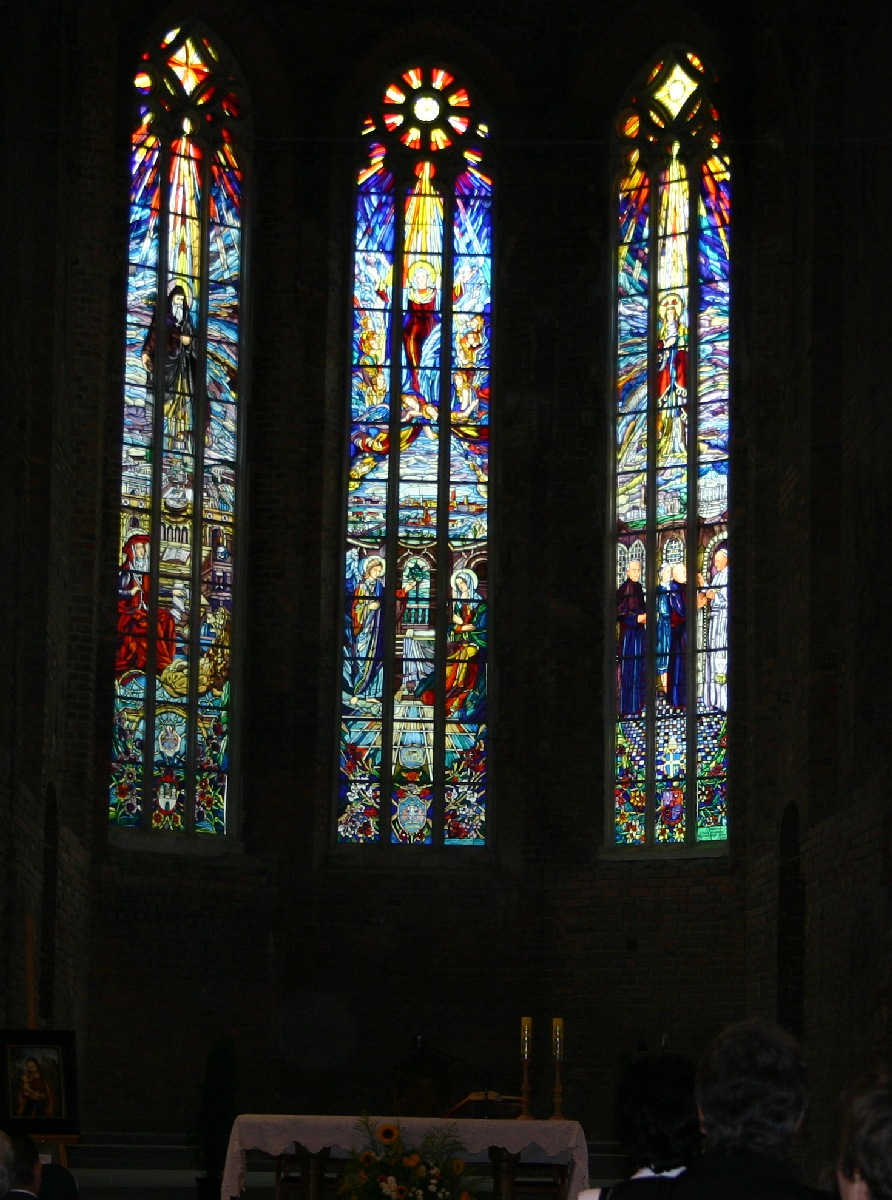
Witraże

Odnowa trwa cały czas, do tej pory wykonano szereg prac remontowych, w tym naprawę murów części prezbiterium, aranżację tego wnętrza ze stylizowanymi filarami, wylane zostały podłoża nawiązujące do pierwotnej posadzki, krypta romańska została wystylizowana pod rezerwat archeologiczny, restaurowane są freski w kaplicach bocznych oraz sklepienie.
Wstawiono witraże, które zaprojektował Czesław Dźwigaj. W prezbiterium znajdują się trzy witraże:
- środkowy przedstawiający motyw Zwiastowania i Wniebowzięcia Najświętszej Maryi Panny
- lewy ukazujący dwa wizerunki św. Hieronima
- prawy – założycieli dzieła Cichych Pracowników Krzyża

Na lewo od prezbiterium, w kaplicy Maryjnej witraże przedstawiają wizerunki Matki Bożej z polskich sanktuariów, natomiast na wschodniej ścianie biskupa Wilhelma Plutę. W pozostałych oknach przeważają wizerunki świętych.

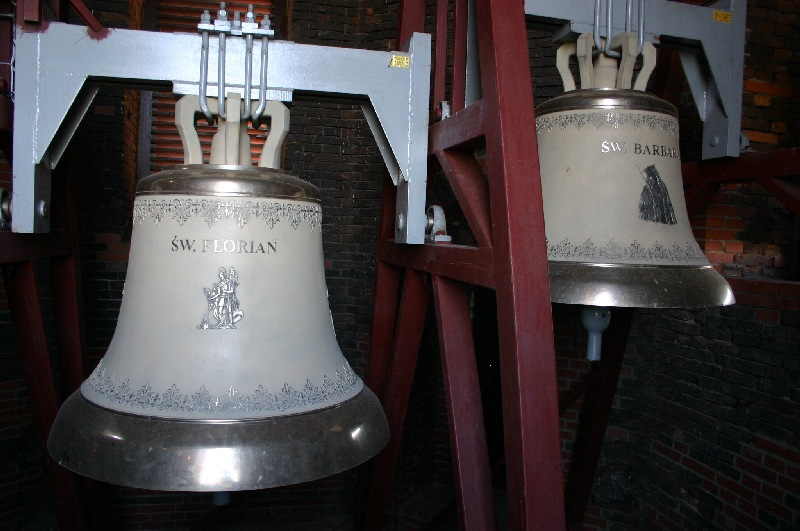
Dzwony w Kolegiacie

1 lipca 2006 roku można było usłyszeć po raz pierwszy trzy nowe dzwony - Floriana, Barbarę i Zofię. Zamontowano je na wysokości pięćdziesięciu metrów, w miejscu gdzie kończy się kwadratowy korpus wieży kolegiackiej. Instrumenty wykonano w Odlewni dzwonów Anny Felczyńskiej w Gliwicach. Dzwony ważą około: Florian: 1500 kg, Barbara: 1000 kg, Zofia: 700 kg. Każdy dzwon ma inny ton uderzeniowy: największy e', średni fis', a najmniejszy gis’.
27 września 2020 z okazji obchodów 900-lecia Kapituły Kolegiackiej, biskup Tadeusz Lityński przywrócił Kapitułę Kolegiacką w Głogowie. Z okazji 900-lecia Kapituła Kolegiacka zakupiła dzieło dra Łukasza Nawrockiego – naukową rekonstrukcję konserwatorską Madonna z Dzieciątkiem, której oryginał pędzla Lucasa Cranacha Starszego został utracony w 1945 roku.

## Droga św. Jakuba
Przy kolegiacie łączą się dwa etapy szlaku pątniczego do grobu św. Jakuba w Santiago de Compostela w Hiszpanii: wielkopolski oraz dolnośląski.
Obok Kolegiaty znajduje się Ośrodek Duszpasterstwa Chorych. Opiekę nad nim sprawują Cisi Pracownicy Krzyża.